# Konny Pułk imienia Bułak-Bałachowicza
Konny Pułk imienia Bułak-Bałachowicza (ros. Конный полк имени Булак-Балаховича) – kawaleryjska jednostka wojskowa białych podczas wojny domowej w Rosji.
Sztabsrotmistrz Stanisław Bułak-Bałachowicz od listopada 1915 był dowódcą szwadronu kawalerii oddziału partyzanckiego specjalnego przeznaczenia przy sztabie Północnego Frontu, działającego przeciw wojskom niemieckim na ich tyłach w rejonie Rygi.
Po zawarciu między Sowietami i Niemcami pokoju w Brześciu Litewskim 3 marca 1918, sztabsrotmistrz S. Bułak-Bałachowicz wydzielił z oddziału niedużą grupę żołnierzy, po czym przemaszerował pod naciskiem wojsk niemieckich na obszar działań oddziałów bolszewickich. Rozkazem Lwa D. Trockiego sformował wczesnym latem na bazie swoich podkomendnych Łużski Konny Pułk Partyzancki. W lipcu został on skierowany do tłumienia antybolszewickich buntów chłopskich w rejonie miasta Ługa i Strugi Biełyje. Pod koniec października liczebność Pułku osiągnęła ponad 1,1 tys. ludzi. Do dowództwa sowieckiego zaczęły dochodzić doniesienia o ich grabieżach i coraz silniejszych nastrojach antybolszewickich, ale zlekceważono je. W tym czasie do sztabsrotmistrza S. Bułak-Bałachowicza dotarły informacje o utworzeniu przez białych w Pskowie Pskowskiego Korpusu Ochotniczego. Postanowił on zdezerterować ze służby bolszewickiej i przejść do białych. W tym celu wysłał do dowództwa Korpusu swoich przedstawicieli por. Widiakina i por. Permikina, którzy poinformowali o maszerowaniu partyzantów w kierunku Pskowa. W nocy z 5 na 6 listopada dwa dywizjony konne Pułku, liczące 446 ludzi, w pełni uzbrojonych i wyposażonych, dotarły do miasta. Dowództwo Korpusu dało amnestię żołnierzom S. Bułak-Bałachowicza, zachowało im dotychczasowe stopnie wojskowe i zatwierdziło S. Bułak-Bałachowicza jako dowódcę Pułku. W poł. listopada doprowadził on do dymisji dowódcy Korpusu Północnego gen. Aleksieja J. Wandama, którego krytykował za niedostateczne działania organizacyjno-wojskowe. Oficerowie i zwolennicy S. Bułak-Bałachowicza chcieli przeforsować jego kandydaturę na nowego dowódcę Korpusu, ale ostatecznie funkcję tę objął płk G. G. von Nef. W styczniu 1919 Oddział Partyzancki S. Bułak-Bałachowicza udanie ochraniał odwrót Korpusu z Pskowa, za co S. Bułak-Bałachowicz został mianowany na podpułkownika. W lutym Oddział działał nad Jeziorem Pejpus między wsią Mechikorm a wyspą Perrisar (Porka). Pod koniec lutego S. Bułak-Bałachowicz przedłożył gen. Aleksandrowi P. Rodziance, dowódcy Grupy Południowej Korpusu, plan przeprowadzenia ataku na wojska bolszewickie. Z wyspy Perrisar miał zostać wysadzony desant na tyły bolszewickie, a w tym czasie główne natarcie na lewej flance zaatakowałby oddział ppłk. D. R. Wiertienki. W ostatniej chwili S. Bułak-Bałachowicz przeniósł termin ataku o 1 dzień, w związku z czym nie zawiadomiony oddział ppłk. D. R. Wiertienki poniósł ogromne straty. Wkrótce gen. A. P. Rodzianko wydał rozkaz przemianowujący Partyzancki Oddział na Konny Pułk im. Bułak-Bałachowicza. Następnie przeprowadził on wypad bojowy na bazę bolszewickiej Flotylli Czudzkiej we wsi Raskopiel. Brało w nim udział ok. 300 ochotników z Pułku. Bez strat zdobyto 3 samochody, radiostację, kilka karabinów maszynowych i dużą sumę pieniędzy. Kolejny atak wyprowadzono na Gdow, zajmując na pewien czas miasto, w którym została zdobyta duża ilość broni i wyposażenia wojskowego. Atakowano też inne bazy bolszewickiej Czudzkiej Flotylli Wojennej. Stanisław Bułak-Bałachowicz został awansowany do stopnia pułkownika i mianowany inspektorem kawalerii Korpusu.
Od 13 maja Pułk brał udział w ofensywie Armii Północno-Zachodniej gen. lejt. Nikołaja N. Judenicza na Piotrogród. Wchodził wraz z Pułkiem Bałtyckim, szwadronem konnym i partyzanckim oddziałem konnym ppłk. Józefa Bułak-Bałachowicza w skład zgrupowania dowodzonego przez płk. S. Bułak-Bałachowicza. Zgrupowanie natomiast było częścią II Korpusu Armijnego gen. J. W. Arseniewa. 
Początkowo nacierało ono w kierunku na Gdow. Po szybkim zajęciu miasta, kolejnym celem stał się Psków, zajęty 25 maja. Tam zgrupowanie połączyło się z oddziałami estońskiej 2 Dywizji Piechoty. Pułkownik S. Bułak-Bałachowicz 30 maja objął funkcję komendanta garnizonu Pskowa, a jego Pułk otrzymał zadanie zapewnienia wewnętrznej ochrony miasta. Rozkazem gen. J. W. Arseniewa oddziały S. Bułak-Bałachowicza miały zostać zorganizowane, jak regularne oddziały wojskowe, gdyż cały czas miały charakter partyzancki. Stanisław Bułak-Bałachowicz nie zgodził się na to i przemianował nieformalnie swój Pułk w "Armię Chłopską". Pozostała część zgrupowania prowadziła dalsze natarcie na Strugi Biełyje, a po ich zajęciu na Porchow i Ostrow. Pułk S. Bułak-Bałachowicza w Pskowie został zasilony licznymi dezerterami z wojsk bolszewickich i ochotnikami z pobliskich wsi. Latem 1919 oddziały S. Bułak-Bałachowicza wraz z Estończykami odparły atak bolszewicki na Psków. Dzięki temu S. Bułak-Bałachowicz awansował do stopnia generała majora. W tym samym czasie nawiązał on kontakty z polskimi władzami wojskowymi, przekazując im chęć przejścia pod ich rozkazy. Do dowództwa Frontu Litewsko-Białoruskiego został odkomenderowany oficer z jego sztabu. W poł. sierpnia S. Bułak-Bałachowicz spotkał się w Pskowie z wizytującym oddziały białych przedstawicielem brytyjskiej armii, po czym uczestniczył na brytyjskim krążowniku stojącym w porcie w Rewlu w spotkaniu z głównodowodzącym estońskimi siłami zbrojnymi Johanem Laidonerem i N. N. Iwanowem. Dowódcy Armii Północno-Zachodniej, gen. N. N. Judenicz i gen. A. P. Rodzianko, uznali to za przejaw intrygi przeciwko nim. 19 sierpnia gen. S. Bułak-Bałachowicz ponownie przybył do Rewla, gdzie został poinformowany o mianowaniu go dowódcą II Korpusu Armijnego. Odbyło się to pod wpływem brytyjskiej misji wojskowej, co zwiększyło wrogość do niego dowództwa Armii. W tej sytuacji z inicjatywy gen. A. P. Rodzianko podjęto decyzję o postawieniu gen. S. Bułak-Bałachowicza przed sądem wojskowym. Pretekstem miały być grabieże i złe traktowanie mieszkańców Pskowa przez jego żołnierzy. Do miasta przybył specjalny oddział pod dowództwem płk. Borysa S. Permikina. W Pskowie nie było Pułku Konnego im. Bułak-Bałachowicza, gdyż walczył on w tym czasie na froncie. Pozostał tam jedynie sztab jednostki. W nocy z 22 na 23 sierpnia oddział płk. B. S. Permikina aresztował gen. S. Bułak-Bałachowicza i część oficerów jego sztabu. Kazano mu pozostać w jego kwaterze, ale S. Bułak-Bałachowicz uciekł i przedostał się do swoich żołnierzy na froncie. Na ich czele przeprawił się na zachodni brzeg rzeki Wielikiej do sztabu estońskiej 2 Dywizji Piechoty. 25 sierpnia wraz z niedużą grupą najwierniejszych żołnierzy wyjechał w kierunku stacji Moglino, gdzie starł się z oddziałem bolszewickim. Generał S. Bułak-Bałachowicz tym samym kontynuował walkę z bolszewikami w rejonie Pskowa. Wydarzenia związane z osobą S. Bułak-Bałachowicza doprowadziły do zerwania sojuszu z Armią Północno-Zachodnią przez Estończyków, którzy wycofali swoje wojska z frontu. Na ich pozycje weszły oddziały bolszewickie, zdobywając wkrótce Psków.
We wrześniu N. N. Iwanow i jego stronnicy zaproponowali gen. S. Bułak-Bałachowiczowi usunięcie z dowództwa Armii gen. N. N. Judenicza i gen. A. P. Rodzianki oraz wiernych im oficerów, a następnie odnowienie sojuszu z Estończykami. W tej sytuacji gen. S. Bułak-Bałachowicz przeszedł wraz ze swoimi żołnierzami na służbę w armii estońskiej, działając przy granicy z Łotwą. Po klęsce Armii Północno-Zachodniej i odwrocie na terytorium Estonii pod koniec 1919, część żołnierzy zasiliła oddział gen. S. Bułak-Bałachowicza. W nocy z 27 na 28 stycznia 1920 w porozumieniu z Aliantami i Estończykami gen. S. Bułak-Bałachowicz wraz z kilkoma swoimi oficerami aresztował w Rewlu gen. N. N. Judenicza. W lutym 1920 gen. S. Bułak-Bałachowicz na czele swojego oddziału przeszedł na służbę u Polaków.